# Atractus biseriatus
Espèce
Statut de conservation UICN

 DD  : Données insuffisantes
Atractus biseriatus  est une espèce de serpents de la famille des Dipsadidae.

## Répartition
Cette espèce est endémique du département de Caldas en Colombie. 

## Publication originale
- Prado, "1940" 1941 : Notas ofiológicas. 8. Dois novos Atractus da Colombia. Memorias do Instituto Butantan, vol. 14, p. 25-28.